# 孔島

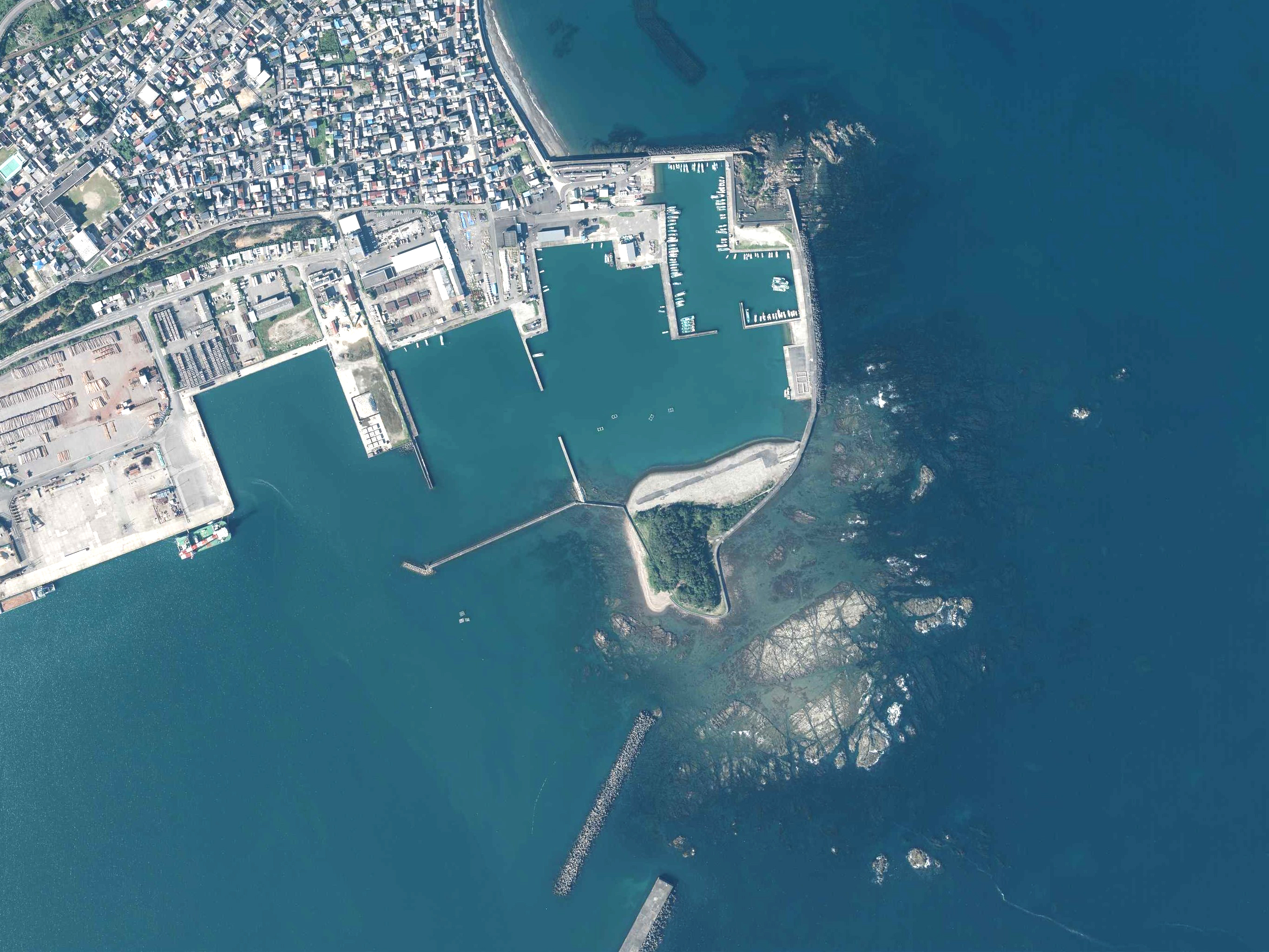
三輪崎漁港と孔島周辺の空中写真。画像中央の植生のある島が孔島。漁港右上角にある岩礁が鈴島。2019年10月5日撮影。

孔島（くしま）は和歌山県新宮市の三輪崎漁港内にある島。本項では同じく三輪崎漁港内にある鈴島についても述べる。
孔島および鈴島はともに吉野熊野国立公園の一部で、南紀熊野ジオパークを構成するジオサイトに認定されている。

## 孔島
孔島は久嶋とも書き、ハマユウの群生地として有名である（ハマユウは新宮市の花になっている）。孔島ではハマユウのほか51科120余種の植物群生が観察できる。

## 鈴島
鈴島には干潟がありチゴガニが生息している。温暖植物が豊かで磯遊びの場にもなっている。鈴島では62余種の植物が観察できる。